# 毛炳衡
毛炳衡（1929年—），曾用名毛智耘，男，汉族，四川资阳人，中华人民共和国农业化学家、政治人物。第七、八届全国政协委员。

## 生平
1941年，毛炳衡從小学毕业，之後在集成初级中学当杂工，後來以半工半读方式读完了初中。1945年考入资阳县中学读高中。1948年，毛炳衡考入四川大学农学院农业化学系。